# Воронін Павло Мартинович
Воро́нін Павло́ Марти́нович (нар. 14 грудня 1918 — 23 серпня 2003) — радянський танкіст часів Другої світової війни, командир танку M4 Sherman 18-го гвардійського танкового полку 1-ї гвардійської механізованої бригади 1-го гвардійського механізованого корпусу, гвардії старшина. Герой Радянського Союзу (1945).

## Біографія
Народився 14 грудня 1918 року в селі Максимільянівка, нині — Мар'їнський район Донецької області в родині робітника. Росіянин. По закінченні 10 класів працював помічником машиніста паровозу в місті Макіївка.
До лав РСЧА призваний Славянським РВК Сталінської області у 1939 році. Учасник німецько-радянської війни з 1941 року.
У грудні 1941 року був контужений, згодом — важко поранений. Після лікування у шпиталі направлений в запасний танковий полк, де опанував спеціальностями командира гармати Т-34, кулеметника-радиста і механіка-водія. Направлений до 1-ї танкової роти 18-го гвардійського танкового полку (1-а гвардійська механізована бригада 1-го гвардійського механізованого корпусу) на посаду командира башти танку Т-34. Гвардії старший сержант Павло Воронін брав участь у Сталінградській битві. За відзнаку в бою 17 грудня 1942 року за село Астахове на Луганщині був нагороджений медаллю «За відвагу» (31.12.1942).
30 січня 1943 року під час проведення Донбаської наступальної операції танк П. М. Вороніна був підбитий, всі члени екіпажу отримали поранення. Після направлення на лікування до евакошпиталю, самовільно повернувся з медсанбату в свій полк. Через місяць призначений командиром танка.
До січня 1945 року гвардії старшина Павло Мартинович Воронін командував танком 18-го гвардійського танкового полку 1-ї гвардійської механізованої бригади 1-го гвардійського механізованого корпусу на 3-у Українському фронті.
Особливо відзначився під час визволення Угорщини та Австрії. В ході боїв під Будапештом в січні і Віднем у квітні 1945 року екіпаж командира танка М. П. Вороніна підбив 10 ворожих танків і штурмових гармат.
Учасник Параду Перемоги на Красній площі в Москві 24 червня 1945 року.
Після закінчення війни був демобілізований. Закінчив Донецьку міжобласну партійну школу, пізніше — вечірнє відділення Ворошиловградського машинобудівного інституту. Проживав у Луганську, перебував на партійній і господарській роботі. Працював у Ворошиловградському міськкомі КПРС, потім інженером-технологом залізничного цеху тепловозобудівного заводу імені Жовтневої Революції, головним інженером обласного управління «Вторчермет».
Помер 23 серпня 2003 року. Похований на центральній алеї меморіального комплексу «Гостра могила» в Луганську.

## Нагороди
Указом Президії Верховної Ради СРСР від 29 червня 1945 року за зразкове виконання бойових завдань командування на фронті боротьби з німецькими загарбниками і проявлені при цьому мужність і героїзм гвардії старшині Вороніну Павлові Мартиновичу присвоєне звання Героя Радянського Союзу з врученням ордена Леніна і медалі «Золота Зірка» (№ 8723).
Також нагороджений українським орденом Богдана Хмельницького 3-го ступеня (14.10.1999), радянськими чотирма орденами Вітчизняної війни 1-го ступеня (07.02.1945, 04.05.1945, 16.05.1945, 11.03.1985) і медалями.

## Пам'ять
У 1975 році луганський художник Петро Бондаренко намалював портрет Павла Мартиновича Вороніна.